# Bosau
Bosau is een plaats in de Duitse deelstaat Sleeswijk-Holstein, en maakt deel uit van de Kreis Oost-Holstein.
Bosau telt 3.417 inwoners.

## Geboren
- Heinrich Böhmcker (1896-1944), SA-generaal, politicus, burgemeester van Bremen